# John Bennet
Pour les articles homonymes, voir Bennet.
John Bennet, ou Bennett (né autour de 1575 et mort après 1614) est un compositeur anglais de la Renaissance, membre de l'école anglaise de madrigaux, groupe de compositeurs qui a participé à l'intense développement de ce genre musical en Angleterre entre 1588 et 1627.

## Biographie
Il naît dans un milieu aisé, probablement dans une région du nord-ouest de l'Angleterre.
Il acquiert son éducation musicale en étant enfant de chœur. 
Il fait ses études à la Abingdon School (en) et, doué en musique, il est au début de la vingtaine, en 1599, lorsqu'il publie un recueil de dix-sept pièces Madrigalis to Foure Voyces. Il compose également, la même année, quatre psaumes et une prière. Influencé par John Wilbye, Thomas Weelkes et John Dowland, son style est redevable avant tout à Thomas Morley.
Plusieurs de ses madrigaux ont été commandés pour les festivités privées de riches notables ou pour des événements à la Cour. Ainsi, son madrigal Eliza, her Name Gives Honour est-il spécifiquement écrit pour la reine Élisabeth Ire. 
Parmi ses principaux madrigaux se démarquent :
- All Creatures now are Merry Minded  dans The Triumphs of Oriana, un ouvrage collectif de madrigalistes anglais, publié en 1601 par Thomas Morley ;
- Cruel Madam, qui utilise un canon à l'effet dramatique singulier ;
- Weep, O Mine Eyes, un morceau qui rend un hommage à son contemporain John Dowland. Bennet y reprend en effet une partie de la plus célèbre pièce de Dowland, Flow my tears, également connue en tant que pavane sous le titre Lachrymae Antiquae.

Il a également composé quelques œuvres de musique sacrée, dont un Gloria et un Credo à 3 voix, et plusieurs ayres, notamment : Venus' Birds Whose Mournful Tunes et The Dark Is my Delight.

## Sources
- David Brown, Bennet, John (fl. 1599–1614), Oxford Dictionary of National Biography, Oxford University Press, 2004 accès restreint, consulté le 27 Oct 2014

## Source de la traduction
- (en) Cet article est partiellement ou en totalité issu de l’article de Wikipédia en anglais intitulé « John Bennet » (voir la liste des auteurs).